# Scophthalmus
Scophthalmus là một chi cá bơn nguồn gốc ở Đại Tây Dương.

## Loài
Hiện đang có bốn loài được công nhận trong chi này:
- Scophthalmus aquosus (Mitchill, 1815) (Windowpane flounder)
- Scophthalmus maeoticus (Pallas, 1814) (Black-Sea Turbot)
- Scophthalmus maximus (Linnaeus, 1758) (Turbot)
- Scophthalmus rhombus (Linnaeus, 1758) (Brill)